# Minicia grancanariensis
Minicia grancanariensis là một loài nhện trong họ Linyphiidae.
Loài này thuộc chi Minicia. Minicia grancanariensis được Jörg Wunderlich miêu tả năm 1987.